# 永和镇 (凤冈县)
永和镇，是中华人民共和国贵州省遵义市凤冈县下辖的一个乡镇级行政单位。
2015年7月14日，贵州省人民政府批复同意凤冈县部分乡镇行政区划调整，将原石径乡青滩村划归永和镇管辖。
2021年7月，将青滩村划归新设立的凤岭街道管辖。。

## 行政区划
永和镇下辖以下地区：
永华社区村、鱼塘村、双山村、党湾村和青滩村。
2021年7月调整后的永和镇辖永华社区、鱼塘村、双山村、党湾村。